# Ursula Bruhin
Ursula Bruhin (Schwyz, 19 de marzo de 1970) es una deportista suiza que compitió en snowboard, especialista en las pruebas de eslalon paralelo.
Ganó dos medallas de oro en el Campeonato Mundial de Snowboard, en los años 2001 y 2003.
Participó en los Juegos Olímpicos de Turín 2006, ocupando el séptimo lugar en la prueba de eslalon gigante paralelo.

## Medallero internacional
| Campeonato Mundial | Campeonato Mundial            | Campeonato Mundial | Campeonato Mundial       |
| Año                | Lugar                         | Medalla            | Prueba                   |
| ------------------ | ----------------------------- | ------------------ | ------------------------ |
| 2001               | Madonna di Campiglio (Italia) | Medalla de oro     | Eslalon gigante paralelo |
| 2003               | Kreischberg (Austria)         | Medalla de oro     | Eslalon gigante paralelo |